# Discendenza

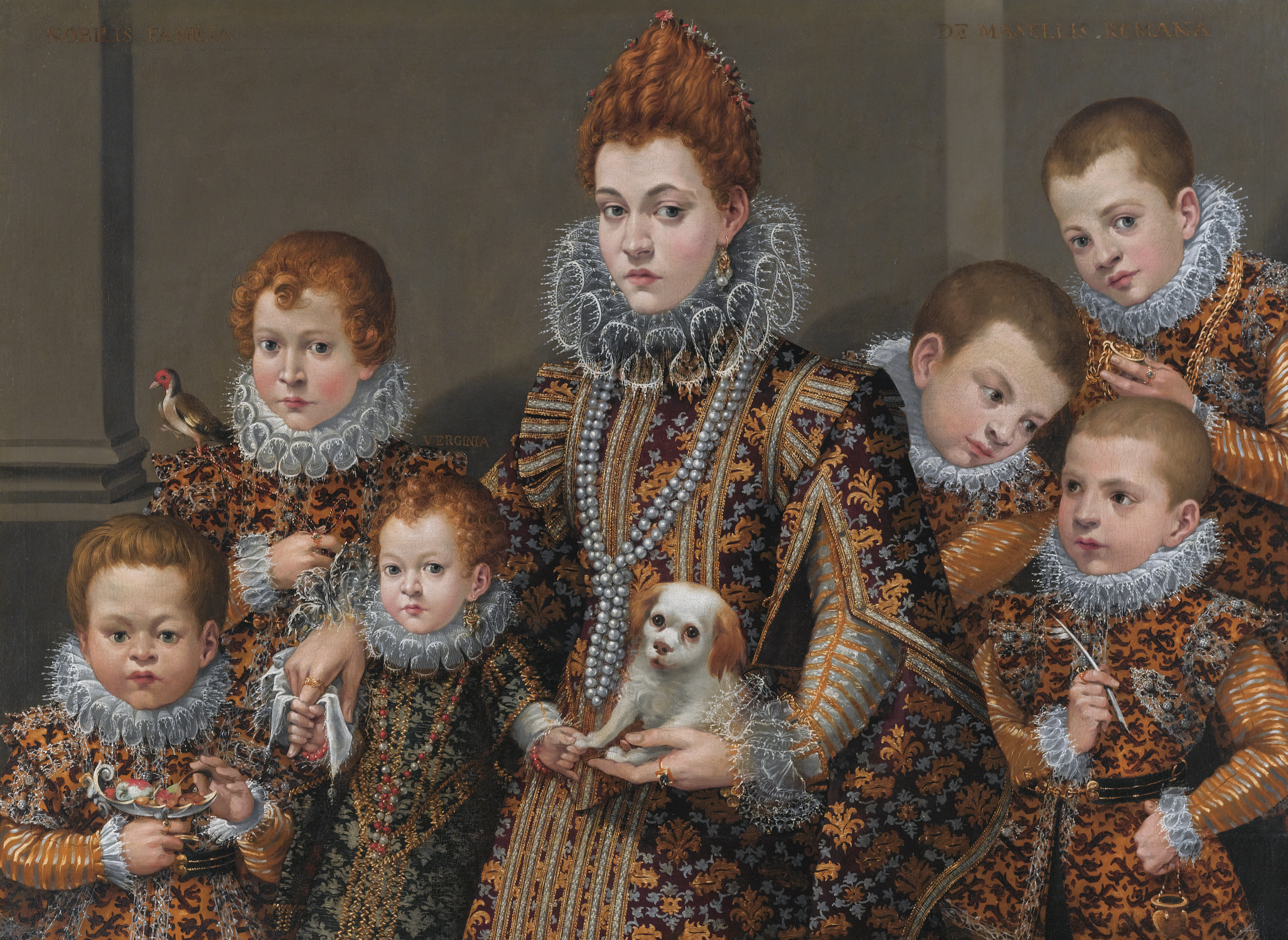
Ritratto di Bianca degli Utili, appartenente alla famiglia aristocratica dei Maselli, con sei dei suoi figli (cinque maschi e la femmina Verginia), dipinto di Lavinia Fontana (1604-5).

Con il termine discendenza si ci riferisce alle generazioni collegate a un capostipite mediante vincoli di parentela, principalmente attraverso la filiazione. La discendenza può essere riconosciuta socialmente come stirpe o lignaggio di famiglia, quale status di un particolare gruppo sociale che varia a seconda della società di appartenenza.
Tale discendenza può essere biologica o giuridica. La discendenza biologica si può trasmettere attraverso l'uomo o la donna (in forma bilaterale) o soltanto attraverso uno di essi (unilaterale). La discendenza unilaterale può essere patrilineare o matrilineare. La discendenza giuridica è la trasmissione di diritti e doveri, e include l'eredità della proprietà e la successione in una posizione sociale. Entrambe legano una generazione alla seguente in modo sistematico.

## Lignaggio e clan
In antropologia si distingue il lignaggio come gruppo consanguineo di discendenza matrilineare o patrilineare non molto profondo che non superi le cinque generazioni, mentre il clan è costituito da un gruppo di persone che riconoscono la loro discendenza da un lontano progenitore comune spesso mitico.